# Noah D. Taylor
Noah D. Taylor (Columbus, Ohio, 1982) is een hedendaags Amerikaans componist.

## Levensloop
Taylor studeerde aan de Capital University in Columbus en behaalde in compositie zijn Bachelor of Music. Naast compositie studeerde hij orkestratie onder andere bij de leraren Rocky J. Reuter, Barry E. Kopetz en James  Swearingen. Verschillende werken van Taylor zijn door zijn fellows aan de Capital University uitgevoerd. Twee stukken voor trombone-ensemble waren tijdens de Internationale Trombone Association Conference in 2001 geprogrammeerd. 
In 2002 won hij de Capital University Concerto Competition met zijn werk Condition Red, dat in première ging met de Capital Symphonic Winds. Dit werk werd ook gedurende de 2004 College Band Directors National Association Convention in Cincinnati, Ohio. In februari 2005 ging zijn Concerto voor marimba en orkest met Brenton Dunnington, marimba, als solist en het Capital University-Bexley Community Orchestra.
Recent gradueerde hij met zijn Master of Music aan de Bowling Green State University in Bowling Green, Ohio. Da waren zijn leraren onder andere Marilyn Shrude, Burton Beerman en Elainie Lillios. Tegenwoordig is hij gast-docent en gast-dirigent van de University of Minnesota‚s Percussion Extravaganza. In 2005 won hij de North American Student Composer Competition dat gesponsord werd door de Boston Metropolitan Wind Symphony. 
Als componist schrijft hij werken voor orkest, harmonieorkest, slagwerk-ensemble en kamermuziek.

## Composities

### Werken voor orkest
- 2003 Concerto No. 1, voor marimba en orkest
- 2007 Concerto No. 2, voor marimba en orkest

### Werken voor harmonieorkest
- 2000 Worlds of Triumph
- 2001 Leviathan
- 2002 Condition Red
- 2004 The Unexpected Journey
- 2005 Concerto, voor eufonium en groot harmonieorkest
- 2006 The Glass Prison
- 2006 Carols for Christmas
- 2006 The Spirit Fanfare
- 2007 The Guide
- 2007 Fantasy, voor eufonium duo en groot harmonieorkest

### Kamermuziek
- 2000 Twee stukken, voor trombone-ensemble
- 2001 Ballad, voor groot trombone-ensemble
- 2001 The Intruder, voor koper-ensemble
- 2001 Requiem en Kyrie, voor koper-ensemble
- 2001 Trapeze, voor fluit, hobo, twee klarinetten en fagot
- 2002 Andromeda, voor fluit
- 2002 Dots, voor hobo
- 2002 Enchantment, voor klarinet
- 2002 Mysticium, voor klarinet
- 2002 Spirits, voor hoorn in F
- 2002 The Fire Suite, voor koperkwintet
- 2002 Unbalanced, voor tuba
- 2003 A Distant Horizon, voor drie fluiten
- 2003 Romance, voor eufonium en piano
- 2003 Tangled, voor trombone-duet
- 2004 Standing alone, voor altsaxofoon
- 2004 The Tip of the Sword, voor trombone-oktet
- 2004 Sketches, voor altsaxofoon
- 2004 The Heroe's Anthem, voor trombone-kwartet
- 2006 Chaconne, voor saxofoon-kwartet en piano
- 2006 Sonata, voor tuba en piano
- 2006 The Spirit Fanfare, voor groot trombone-ensemble

### Werken voor slagwerk
- 2004 The Hunt, voor marimba en slagwerk-ensemble
- 2005 The Ones Who Helped to Set the Sun, voor marimba